# 乞伏沃陵
乞伏沃陵（?—?），西秦宗室，陇西鲜卑人，是西秦国王乞伏归的兒子。

## 生平
428年，西秦王乞伏暮末即位，凉州牧乞伏千年，酗酒暴虐，不理公务。乞伏暮末派使臣责备他，乞伏千年大惧，投奔北凉。乞伏暮末任命他的叔父、光禄大夫乞伏沃陵为凉州牧，镇守湟河。乞伏沃陵归顺北魏后，官至骠骑、仪同、洮阳公。谥号景。

## 子孙
根据乞伏沃陵的孙子乞伏曎的墓志铭，乞伏沃陵写作乞伏陵：
- 子：乞伏慎，使持节、散骑常侍、长安镇都大将、平东安西将军、安冀二州刺史、长宁怀慜公
  - 孙：乞伏某，乞伏慎世子，封长宁侯
  - 孙：乞伏曎，乞伏慎第三子，官至直后员外散骑侍郎、大中正
  - 孙女：乞伏氏，魏宣武帝的修华嫔，乞伏曎之妹